# Арендал
А̀рендал (на норвежки: Arendal) е град и едноименна община в южна Норвегия. Разположен е на брега на Северно море във фюлке Ауст-Агдер на около 200 km южно от столицата Осло. Основан е в средата на 15 век. Получава статут на община на 1 януари 1838 г. Има жп гара и пристанище. Население около 32 100 жители според данни от преброяването към 1 януари 2008 г.

## Побратимени градове
- Силкеборг, Дания